# Iroh
General Iroh, creditado como Tio Iroh, é um personagem fictício da série animada de televisão Avatar: A Lenda de Aang,da Nickelodeon. Criado por Michael Dante DiMartino e Bryan Konietzko, o personagem foi dublado por Mako Iwamatsu nas duas primeiras temporadas e, devido ao falecimento de Mako, foi substituído por Greg Baldwin na terceira temporada e na sequência da série A Lenda de Korra.
Iroh é um dominador de fogo bastante poderoso, ou seja, ele tem o poder de criar e manipular fogo telecineticamente, além de ser um general aposentado da Nação do Fogo. Ele é o irmão mais velho do Senhor do Fogo Ozai, o governante da Nação do Fogo e líder de sua campanha para conquistar as outras três nações. Durante a narrativa da série, ele acompanha seu sobrinho exilado Zuko em sua busca para capturar o protagonista da série, Aang, para restaurar a honra e o direito de nascença do jovem príncipe. Iroh atua como um mentor que busca ajudar seu sobrinho a se tornar uma pessoa melhor que seu irmão.
No episódio "As Histórias de Ba Sing Se", o nome de Iroh foi escrito como 艾洛 ( aì lùo ). O episódio foi dedicado em homenagem a Mako Iwamatsu, que morreu alguns meses antes do episódio ir ao ar.

## História do personagem
Antes dos eventos em The Last Airbender, Iroh era o filho primogênito do Senhor do Fogo Azulon, mas Azulon foi sucedido por seu segundo filho, Ozai, após a retirada de Iroh dos assuntos militares depois que seu filho Lu Ten morreu no cerco da capital do Reino da Terra, Ba Sing Se, que havia resistido a vários esforços sucessivos da Nação do Fogo para capturá-la durante a Guerra dos Cem Anos. Iroh teve uma visão no início de sua vida de que seria ele quem capturaria a cidade, mas a morte de seu único filho quebrou seu desejo de continuar o esforço; sempre motivado mais por um senso de dever do que por ambição pessoal, Iroh abandonou o cerco.
Ozai, o mais oportunista e ambicioso dos irmãos, acredita que devido à derrota ignominiosa de Iroh, ao declínio do status no país e à falta de sucessores, Ozai deveria se tornar o sucessor da liderança da Nação do Fogo. No entanto, Azulon fica furioso com a falta de respeito e ordena que Ozai mate seu próprio filho, o Príncipe Zuko, como compensação. Em vez disso, a esposa de Ozai, a princesa Ursa, conspirou com Ozai para assassinar Azulon e tomar a liderança enquanto Iroh estava de luto e desinteressado nos assuntos nacionais. Com a vida de seu filho em perigo, ela permite que Ozai envenene Azulon com sucesso, aceitando o banimento por seu papel. Ozai foi promovido ao cargo de Senhor do Fogo. Os eventos imediatos após o assassinato secreto de Azulon nunca são retratados em flashbacks, mas sua morte é explicada como causas naturais, e Iroh, ainda de luto, parece não ter tido interesse em desafiar seu irmão. Para governar o país, ele concordou com a nomeação de Ozai como Senhor do Fogo e entrou em estado permanente de semi-aposentadoria da política nacional.
Acreditava-se que Iroh tinha matado o último dragão do mundo, o que, junto com sua habilidade de cuspir fogo, lhe rendeu o título de "Dragão do Oeste". Mas, na verdade, ele é secretamente um discípulo dos dois últimos dragões, Lan e Xiao, e obtém seus poderes de domínio do fogo mais da vitalidade do que da raiva, como a maioria dos dominadores de fogo de seu tempo faziam. Iroh mentiu sobre matar o último dragão para acabar com a tradição de caça ao dragão da Nação do Fogo. Ele era um membro sênior (Grande Lótus) de uma sociedade secreta internacional conhecida como Ordem da Lótus Branca.

## Visão geral do enredo
Quando a história começa no Livro Um, Iroh está acompanhando seu sobrinho, o banido Príncipe Zuko, em sua busca para capturar o Avatar, um super-humano cuja tarefa de manter a ordem mundial o torna uma ameaça à campanha de conquista da Nação do Fogo.
 Ao saber do plano de Zhao, um almirante do Nacional do Fogo, de matar o espírito da lua para tirar o poder de dobra de água das Tribos da Água, interrompendo a ordem natural, Iroh ataca Zhao e é considerado um traidor.
Durante o Livro Dois, ele e seu sobrinho agora são fugitivos da Nação do Fogo e considerados traidores. Depois de ser gravemente ferido pelas chamas azuis de sua sobrinha Azula e ajudado por seu sobrinho, Iroh ensina a Zuko uma técnica inspirada na dobra de água para redirecionar raios, que pode ser gerada por uma forma avançada e poderosa de dobra de fogo que Zuko, com sua mente desfocada, não conseguiu dominar, mas que sua irmã e concorrente ao trono domina facilmente, sendo um prodígio da dobra de fogo. Iroh acaba se refugiando em Ba Sing Se, onde ele e Zuko administram uma casa de chá chamada "Jasmine Dragon". Iroh fica consternado quando Azula convence seu irmão a traí-los e é preso enquanto cobre a fuga de Aang e seus amigos da cidade conquistada.
No Livro Três, mantido em uma prisão da Nação do Fogo, Iroh finge loucura enquanto se prepara para o eclipse solar, durante o qual a Dobra de Fogo não funciona.
 Assim que o eclipse começa, Iroh escapa de sua cela, sendo um oponente formidável mesmo sem o uso de dominação de fogo. No final da série, Iroh reuniu a Lótus Branca para libertar Ba Sing Se da Nação do Fogo, realizando sua visão de infância, mas como um libertador, não um conquistador. Após o fim da guerra, Iroh recebe a oferta do trono do Senhor do Fogo, mas pede que Zuko seja coroado em seu lugar. Logo após a coroação de Zuko como Senhor do Fogo, Iroh retorna a Ba Sing Se para operar sua casa de chá; as cenas finais da série acontecem naquela loja.
Na sequência dos quadrinhos, The Promise, Iroh aconselha Aang e Zuko sobre como lidar com o Movimento de Restauração da Harmonia, que visa expulsar membros do grupo étnico da Nação do Fogo do território do Reino da Terra. Ele também inventou o chá de bolhas. Na história em quadrinhos The Search, Iroh se torna o vice do Senhor do Fogo enquanto Zuko viaja para encontrar sua mãe, Ursa. Entediado com seu novo título, ele usa sua autoridade para declarar o Dia Nacional de Valorização do Chá.
Na sequência da série, A Lenda de Korra, é revelado que Iroh usou uma forma de projeção astral para se tornar um habitante do mundo espiritual. No episódio "Uma Nova Era Espiritual", Iroh vem em auxílio da sucessora de Aang como o Avatar, Korra, que está presa nas profundezas do mundo espiritual. No episódio "Darkness Falls", Iroh, que os conheceu durante sua vida, encontra os filhos de Aang, Tenzin, Kya e Bumi, quando eles entram no mundo espiritual, e lhes dá uma dica sobre a localização do espírito da filha de Tenzin, Jinora. Korra encontra Iroh novamente em "Ultimato" quando ela entra no mundo espiritual para procurar o terrorista anarquista Zaheer. Korra explica a Iroh que ela está confusa com a ameaça que Zaheer representa tanto para a recém-reformada Nação do Ar quanto para o mundo, e não sabe como responder. Iroh sugere que Korra procure Zuko como conselheiro, como Aang fez uma vez.
O neto de Zuko, chamado Iroh em homenagem a seu tio-avô, é general do Exército Unificado, o exército da República das Nações Unidas, uma nação multiétnica fundada por Aang e Zuko em um território disputado entre as nações.

## Personalidade
Nascido em uma família militarista que colocava poder e sucesso acima de tudo, Iroh inicialmente desenvolveu uma personalidade feroz e determinada. Embora nunca tenha sido cruel, ele aderiu à luxúria de poder de sua família e perseguiu seus objetivos com algum nível de crueldade. Ele gostava de ser um renomado General da Nação do Fogo e se deleitar com seu status como o Príncipe Herdeiro, ansioso pelo poder do Senhor do Fogo, como evidenciado por sua admissão na carta que escreveu para Zuko, Azula e Ursa depois que ele quebrou as paredes de Ba Sing Se, que ele esperava que eles pudessem ver a cidade se ele não "a queimasse primeiro". No entanto, Iroh também sempre teve um lado tranquilo, empático e cosmopolita. Mesmo como comandante militar, ele nunca gostou de machucar as pessoas, vendo a violência apenas como um meio para um fim. Ele ficou perturbado com a brutalidade e frieza de seu irmão mais novo, ao mesmo tempo em que mantinha um relacionamento caloroso com seu filho, sobrinho e cunhada. Apesar de sua juventude difícil, Iroh também sentia afeição por seu pai Azulon.
Iroh gosta especialmente de comida e um bom chá, o jogo de estratégia Pai Sho, e música agradável. Mais tarde ele mostrou habilidade em tocar pipa e outros instrumentos. Possivelmente devido ao seu amor pelo chá, ele era um botânico amador, embora sua incompreensão de algumas características das plantas o tenha levado a envenenar-se acidentalmente. Seu caráter é melhor demonstrado em seu relacionamento com seu sobrinho, Zuko, a quem ele impõe introspecção.

## Dominação de fogo e habilidades especiais
Iroh é um general aposentado com uma vida inteira de experiência em combate e uma reputação de honra, lealdade e integridade. Iroh é altamente habilidoso em dominação de fogo; os criadores do programa Avatar basearam as formas desta forma fictícia de combate nas técnicas reais de artes marciais chinesas changquan, kung fu Shaolin, kung fu do Dragão do Sul e xingyiquan .

 Iroh também ensinou Zuko a redirecionar raios, uma técnica que ele descobriu ao estudar dobra de água. Ele também tinha a habilidade de gerar raios, uma técnica que ele compartilhava com Ozai e Azula.

## Recepção
Iroh foi um personagem bem recebido na série. Ele era visto como o contraste de Zuko, sendo ele o indivíduo idoso, sereno e sábio, enquanto Zuko era visto como o jovem príncipe ingênuo e abrasivo. O relacionamento entre Iroh e Zuko foi elogiado por sua autenticidade e humor. Iroh é descrito como um "buda místico" que serviu como bússola moral de Zuko. Em alguns círculos, Iroh era visto como um personagem inspirador, com suas citações na série descritas como encorajadoras. Enquanto muitos dos outros personagens principais da série estavam amadurecendo ao longo da série, Iroh já era um "homem mudado" que já havia sofrido uma perda tremenda e "amadurecido" por meio dessa perda. A história de Iroh no episódio "The Tales of Ba Sing Se" foi descrita como um "soco emocional no estômago" pela crítica Rebecca Pahle. O crítico Hayden Childs caracterizou a história como "uma adorável narrativa" e elogiou a "incrível atuação" de Mako na trama do personagem. O crítico Matt London admitiu ter ficado "emocionado" ao assistir à história de Iroh. Ele elogiou o desempenho de Mako na dublagem do personagem, enquanto caracterizou Ozai roubando o direito de nascença de Iroh como o próximo Senhor do Fogo como "quase shakespeariano". O crítico Keval Shah chamou a cena em que Iroh se sacrifica para permitir que Aang e Katara escapem de Azula no final da segunda temporada, "The Crossroads of Destiny", de "emocional". Shah elogiou o “excelente desenvolvimento” do personagem.
As aparições de Iroh na série Legend of Korra também foram bem recebidas. A introdução de Iroh na série foi observada como um recurso de enredo para ajudar Korra, que naquele momento era uma personagem um tanto impopular entre fãs e críticos, a se tornar uma protagonista mais simpática.

## Aparição em outras mídias

### Adaptações em live-action
- Shaun Toub interpreta Iroh no longa-metragem The Last Airbender. [30]

- Iroh é interpretado por Paul Sun-Hyung Lee no remake live-action de Avatar: O Último Dobrador de Ar produzido pela Netflix.[31]

### Videogames
- Iroh aparece no videogame Avatar: The Last Airbender – The Burning Earth, tanto na história principal quanto no modo multi-jogador.
- No game The Legend of Korra, ele atua como lojista na Spirit Shop do jogo.
- Iroh aparece como um personagem jogável no Nickelodeon All-Star Brawl 2 por meio de conteúdo para download.[32]